# Pagasetiske Bugt
Den Pagasetiske Bugt eller den Pagasetiske Golf (græsk: Παγασητικός κόλπος) er en afrundet bugt (maks. dybde 102 meter) i den regionale enhed Magnesia i det østlige centrale Grækenland. Den er dannet af Pelion- halvøen, og er forbundet med Det Euboiske Hav (del af Det Ægæiske Hav). Passagen til Det Euboiske Hav er smal og er omkring 4 km.

## Mytologi og historie
Bugten er opkaldt efter dens historiske store havn, Pagasae, hvorfra mytologien siger, at Jason byggede sit skib Argo, og hvorfra han sejlede på sin eventyrlige rejse.
Golfens navn på latin var Pagasaeus Sinus.